# Niijima Jō

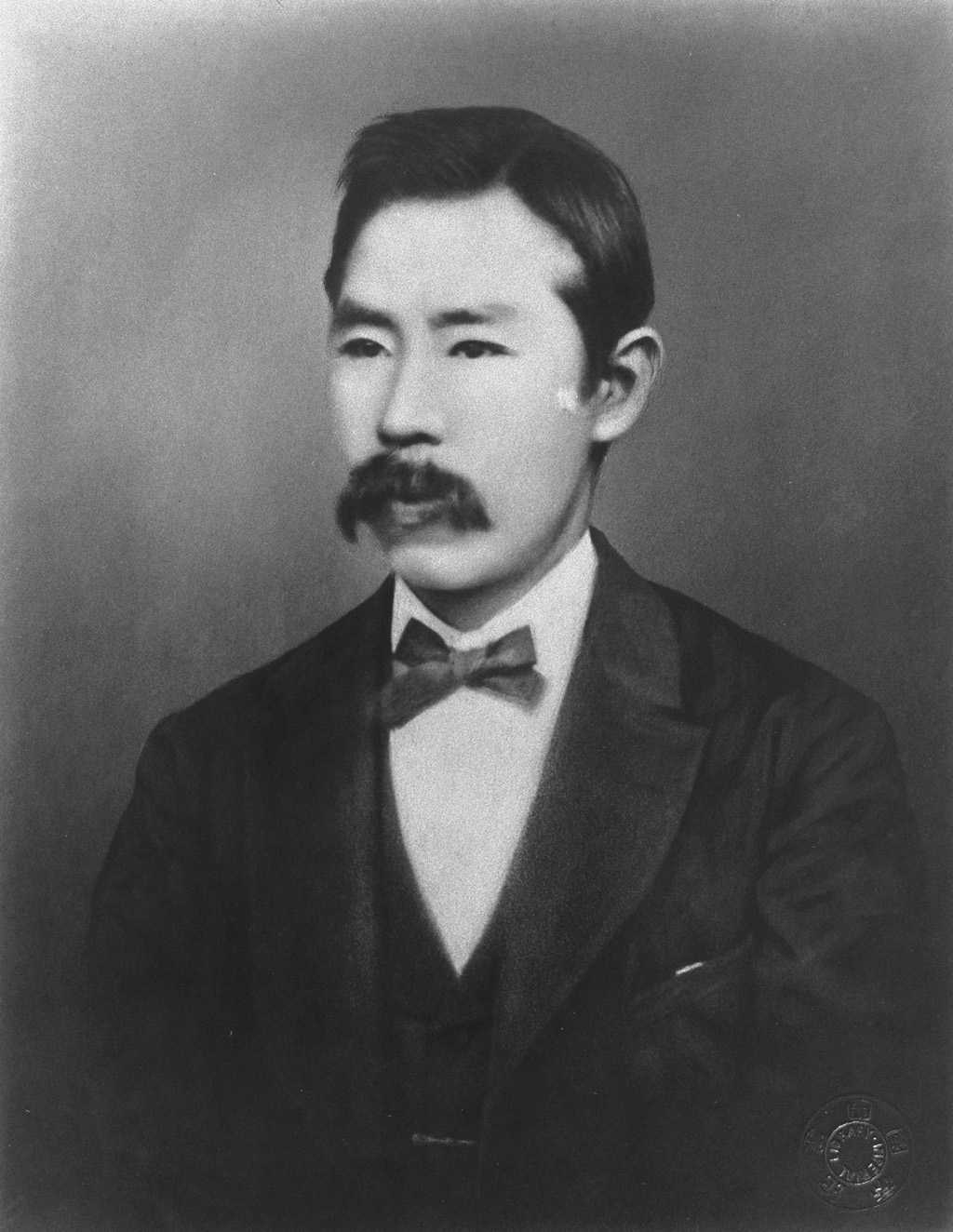
Niijima Jō

Niijima Jō (japanisch 新島 襄, auch englisch Joseph Hardy Neesima; geb. 12. Februar 1843 in Edo; gest. 23. Januar 1890) war ein japanischer Christ und Erzieher während der frühen Meiji-Zeit. Unter dem Namen Joseph Hardy Neesima reiste er heimlich in die USA, wo er als erster Japaner in Übersee eine akademische Auszeichnung erhielt und sich zudem zum Pastor ausbildete. Zurück in Japan gründete er eine Englischschule, die nach seinem Tod als Dōshisha-Universität anerkannt wurde. Seine Ehefrau war Niijima Yae, die oftmals als „Nightingale Japans“ bezeichnet wird.

## Leben und Werk

### Herkunft
Niijima Jō wurde als Samurai der Domäne Annaka in Edo geboren. Seine Eltern waren der Samurai Niijima Tamiji (jap. 新島 民治, 1807–1887) und seine Ehefrau Tomi (jap. とみ, 1807–1896). Niijima arbeitete zunächst als Mitarbeiter der Han-Verwaltung.

### Heimliche Ausreise und Ausbildung in den USA
Nach heimlichen Studien zur westlichen Kultur verließ Niijima am 17. Juli 1864 von Hakodate aus Japan nach den USA. Er erreichte den Bostoner Hafen am 22. August 1864 und trat am 9. November der Phillips Academy in Andover (Massachusetts) bei, einer Highschool mit zahlreichen namhaften Absolventen. Am 7. Juli 1867 schloss er seine Ausbildung an der Phillips Academy ab und begann im Oktober ein Studium am Amherst College, welches er 1870 mit einem Bachelor of Science abschloss.
Niijima wurde am 17. Januar 1867 in der Kirche des Andover Theological Seminary christlich getauft und ließ sich nach seinem Bachelor-Abschluss ab Oktober 1870 im Andover Theological Seminary zum Pastor ausbilden, was er am 2. Juli 1874 erreichte.

### Rückkehr nach Japan und Heirat

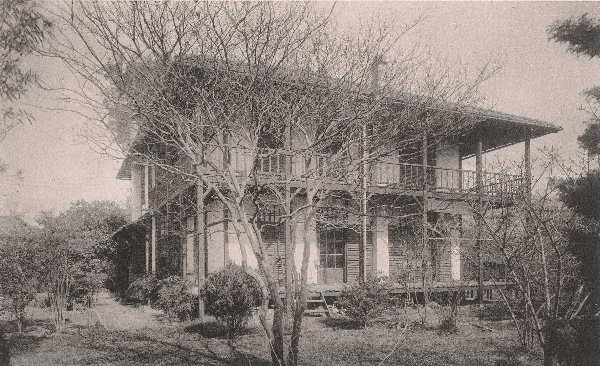
Wohnsitz in Kyōto gegen Ende der Meiji-Ära

Nach Abschluss seiner Ausbildung kehrte Niijima von San Francisco aus am 31. Oktober 1874 nach Japan zurück, wo er am 26. November in Yokohama ankam. Drei Tage später traf er in Annaka zum ersten Mal nach zehn Jahren wieder seine Familie. Am 3. Januar 1876 heiratete er Yamamoto Yae (jap. 山本 八重), eine bis dahin als Erzieherin an einer Mädchenschule arbeitende Samuraitochter und Schwester seines Bekannten Yamamoto Kakuma (jap. 山本 覚馬), als erstes japanisches, christliches Paar in Kyōto. Erst 1873 war das Christentum nach dem Ende des Shogunats unter der neuen Meiji-Regierung wieder offiziell zugelassen worden. Beide zogen nach Fertigstellung ihres Hauses im September 1878 in die Teramachistraße in Kyōto.

### Gründung der Dōshisha

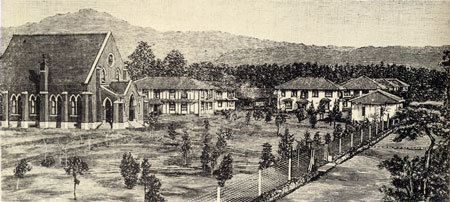
Campus der Dōshisha-Englischschule 1886

Niijima Jō interessierte sich sehr für eine zeitgemäße Erziehung und gründete eine Gruppe unter dem Namen „Dōshisha“ (同志社), was in etwa „Vereinigung Gleichgesinnter“ bedeutet. Der Verein begann mit einer Englischschule, die am 29. November 1875 mit acht Schülern unter demselben Namen eröffnete und am 24. Oktober 1876 auch eine ähnliche Schule für Mädchen, deren Leiterin Niijimas Schwiegermutter Yamamoto Saku (jap. 山本 佐久) wurde. Niijimas Ziel war es, die Schule zu einer christlichen Universität auszubauen und bemühte sich mit aller Kraft, die Mittel dafür einzusammeln. Obwohl erst nach seinem Tod der Plan mit der Anerkennung als Universität realisiert werden konnte, so war er doch die treibende Kraft hinter diesem Plan gewesen.
Niijima war ein Gegner des Intellektualismus, der Orientierung der Ausbildung an der reinen Nützlichkeit und des zu großen Einflusses des Staates. Die Ausbildung an der Dōshisha betonte demgegenüber den christlichen Geist. – Zu Niijimas Schülern gehörten Abe Isoo und Tokutomi Sohō.

### Tod

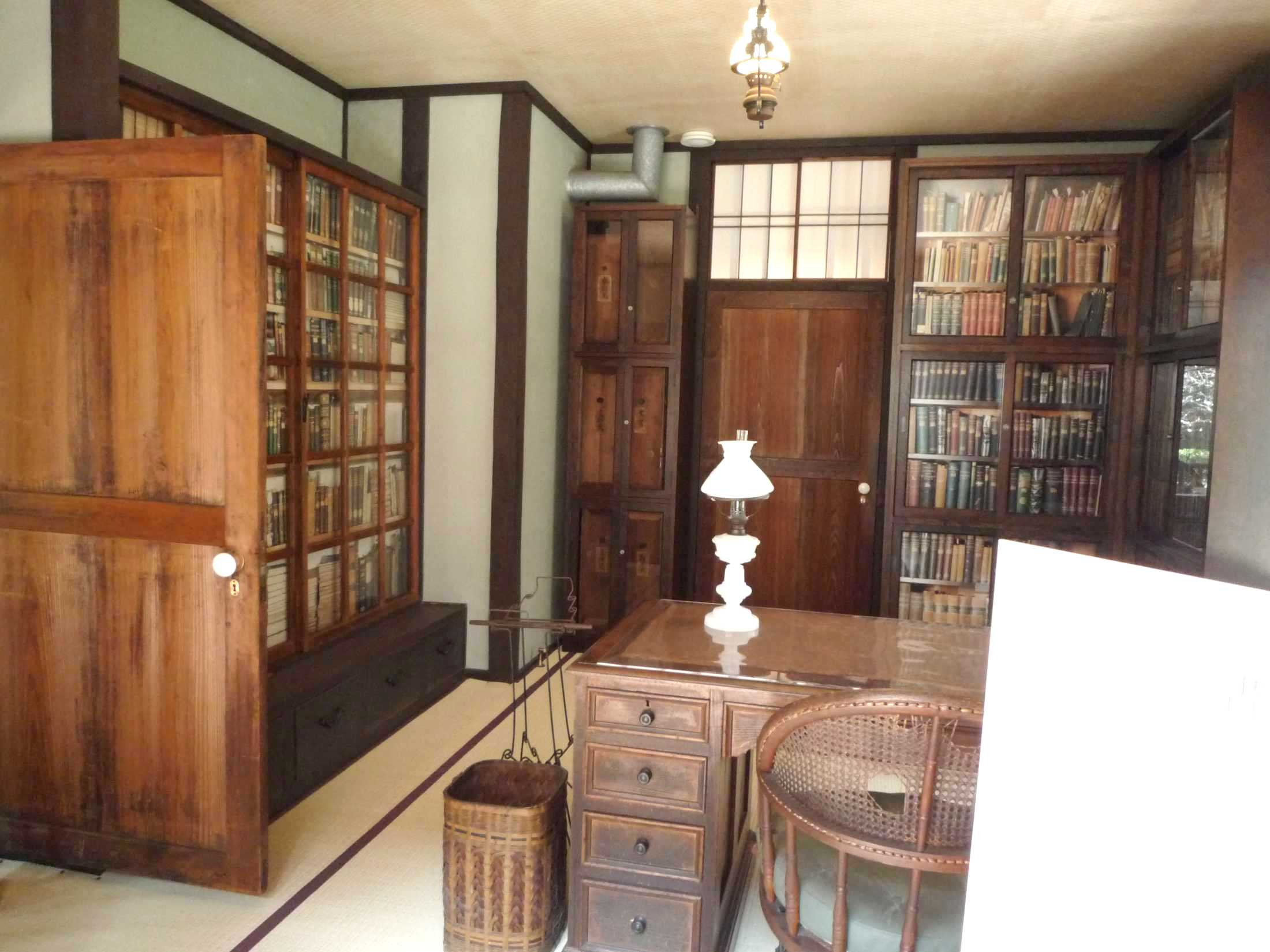
Niijima Jōs Arbeitszimmer in seinem Wohnsitz in Kyōto

Niijima starb nach Krankheit am 23. Januar 1890 im Alter von 46 Jahren und wurde im Stadtbezirk Sakyō-ku beerdigt. 1907 spendete seine Ehefrau ihren Wohnsitz in Kyōto, an dem sie weiterhin bis zu ihrem Tod 1932 lebte, mit Grundstück der Dōshisha. Dieser einschließlich der sich darin befindenden Möbel wurde 1985 als Kulturgut der Stadt Kyōto ausgezeichnet und 1992 zum 150. Geburtsjahr Niijimas der Öffentlichkeit zugänglich gemacht. So ist beispielsweise das Arbeitszimmer Niijimas erhalten.
Am 22. November 1950 wurde zum 60. Todesjahr Niijima Jōs eine Gedenkmarke im Wert von 8 Yen als Teil einer 18-teiligen Serie berühmter Personen der Kulturgeschichte Japans ausgegeben.

## Darstellungen in der Populärkultur
Über Niijima Jō gibt es u. a. Romane und Mangas.
- Roman aus einer dreiteiligen Serie von Fukumoto Takehisa zu Niijima Yae: Niijima Jō to Sono Tsuma (1978), ISBN 4103487011 (japanisch)
- The Manga Story of Jo Niijima – A Quest for Freedom, ISBN 978-4903822716 (japanisch)
- als Nebenfigur dargestellt von Joe Odagiri in der japanischen Fernsehserie Yae no Sakura, NHK Taiga-Dorama (2013)

## Galerie

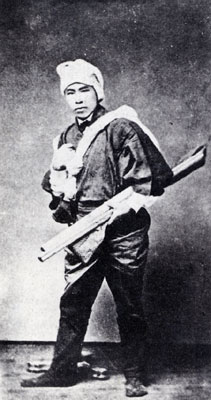
Niijima Jō
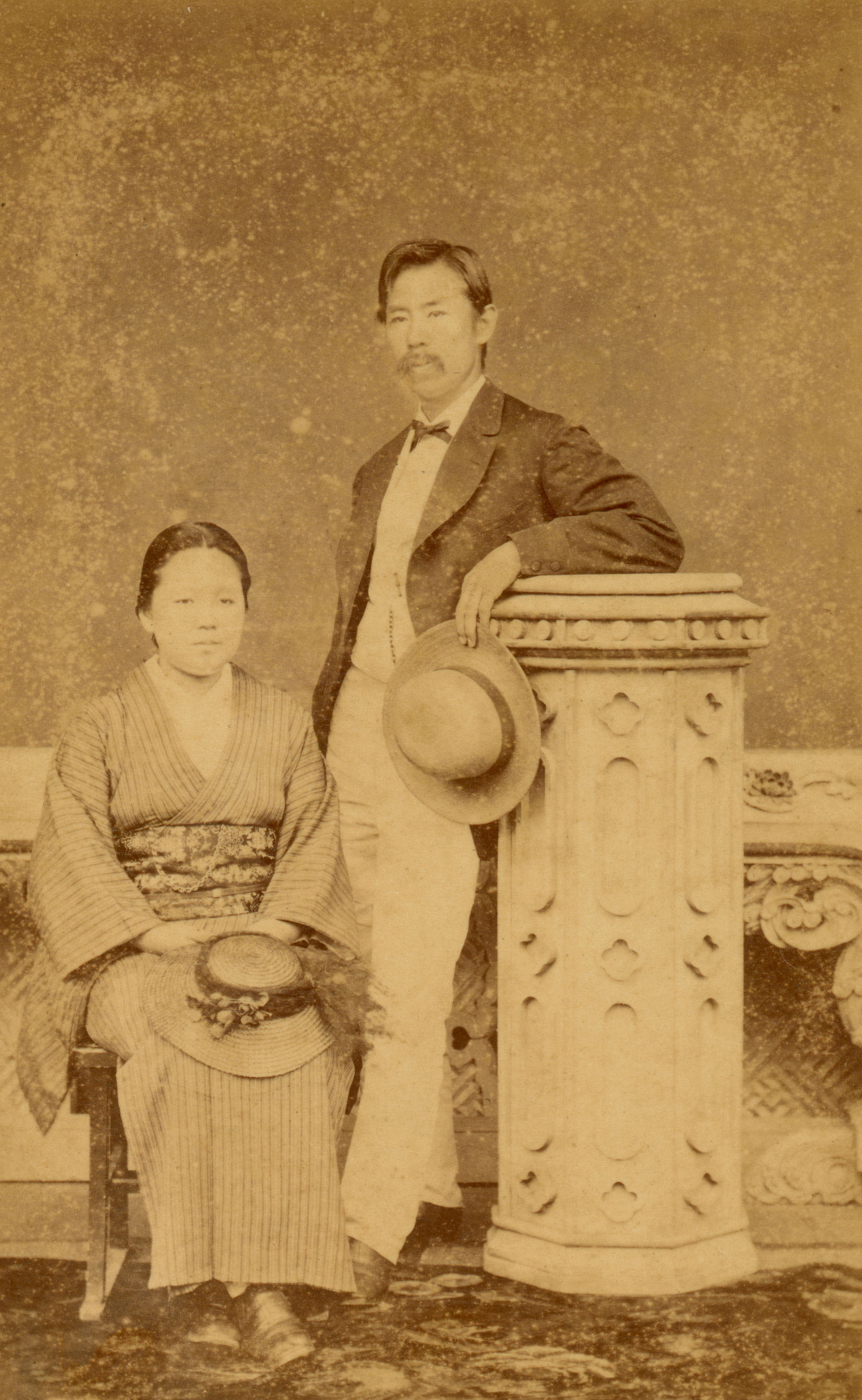
Niijima Jō und seine Ehefrau Yamamoto Yae kurz nach der Hochzeit im Januar 1876
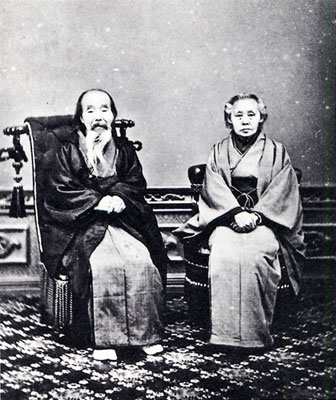
Niijima Jōs Vater Tamiji und Mutter Tomi im Jahr 1887
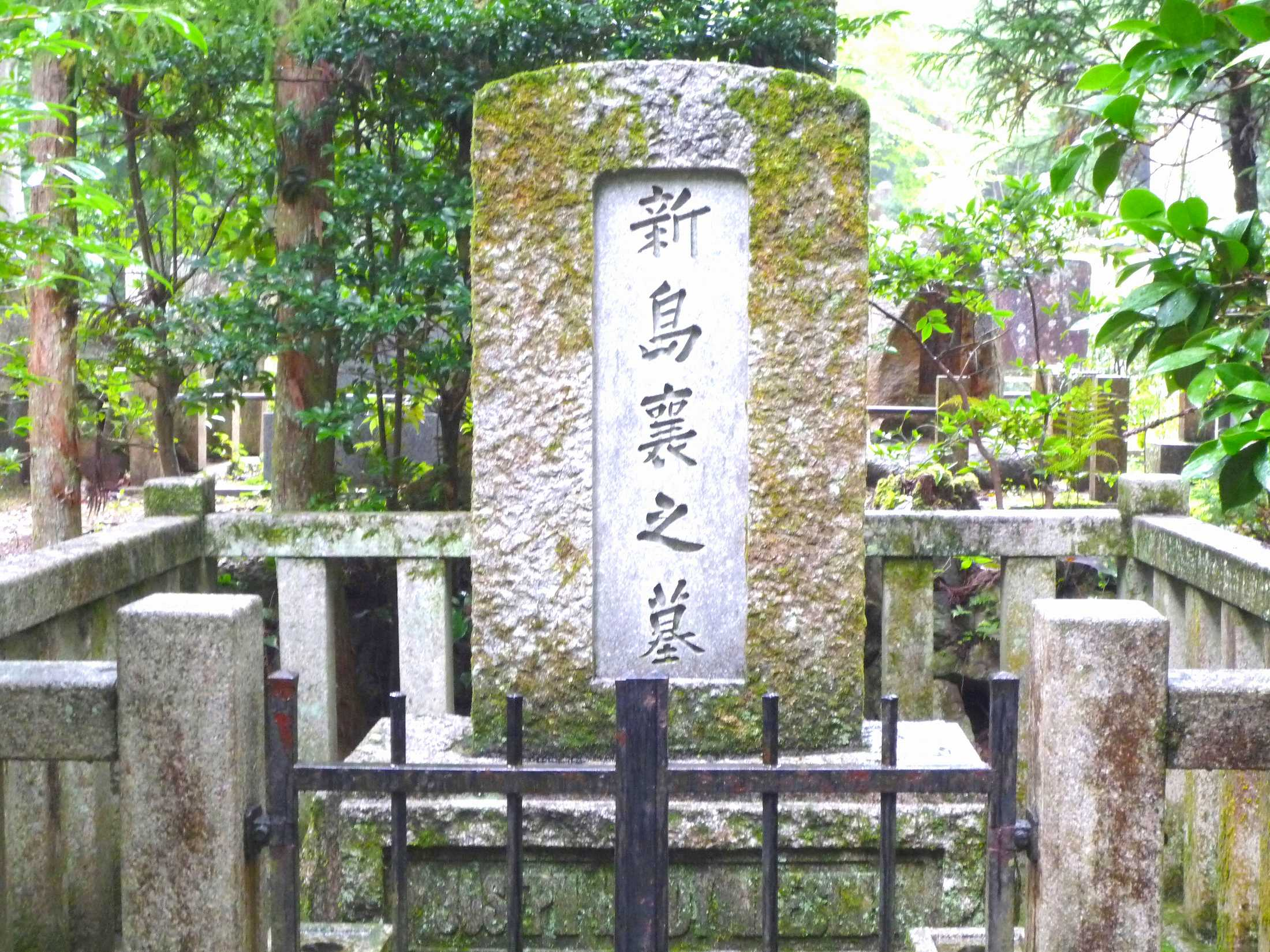
Grabstein im Stadtbezirk Sakyō-ku in Kyōto
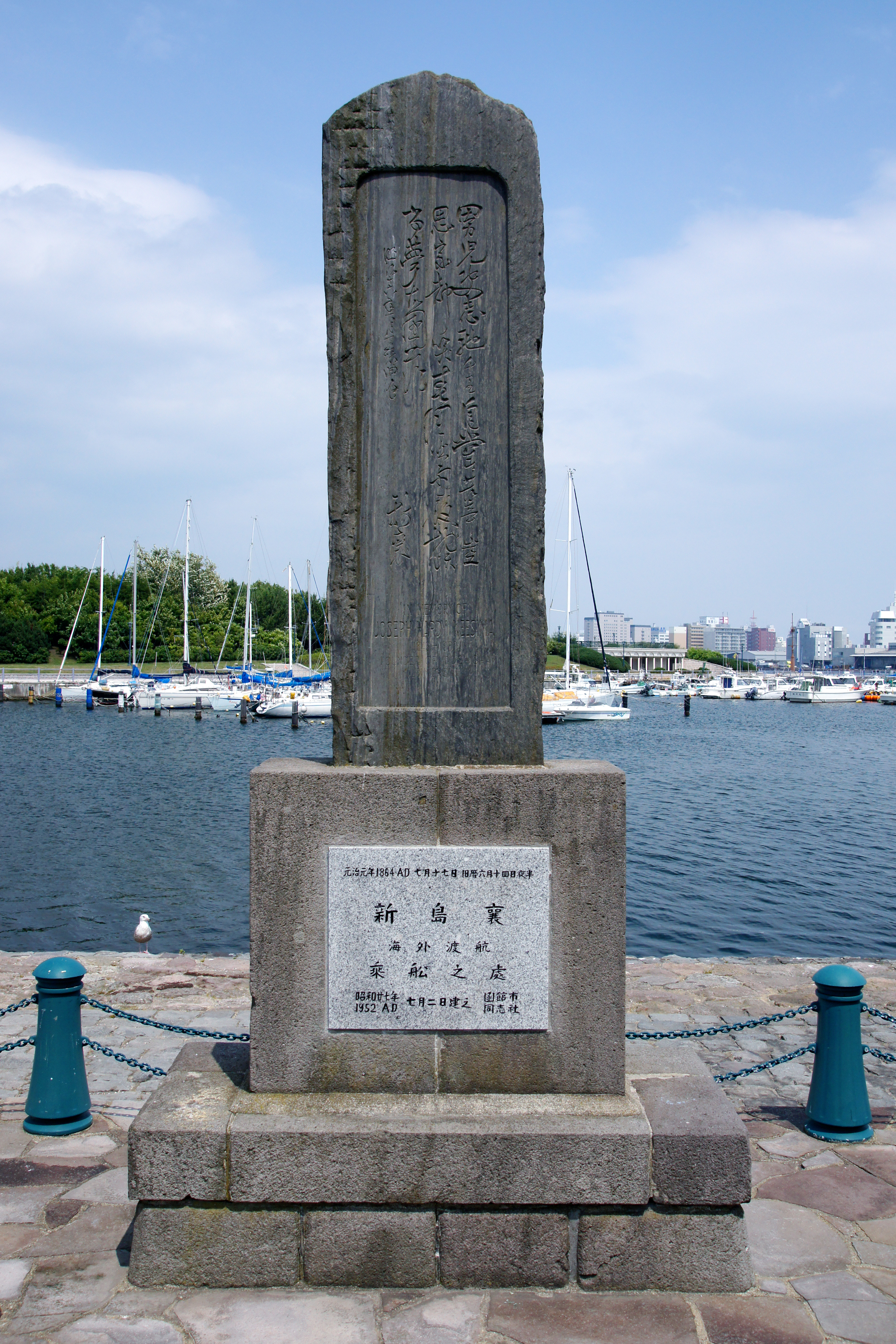
Denkmal in Hakodate
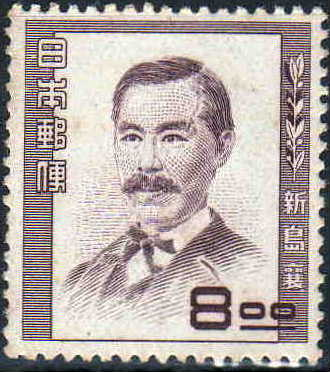
Gedenkmarke zum 60. Todesjahr